# جی‌جی‌وی کپیتال
جی‌جی‌وی کپیتال (انگلیسی: GGV Capital) شرکت سرمایه‌گذاری آمریکایی است، که در سال ۲۰۰۰ تأسیس شد.